# Biserica „Sfântul Nicolae” din Hirova
Biserica „Sf. Nicolae” este o biserică amplasată în Hirova, raionul Călărași, Republica Moldova. Este un monument arhitectural de importanță națională inclus în Registrul monumentelor Republicii Moldova ocrotite de stat cu nr. 178 (raionul Călărași). Datează din 1890.